# World Boxing Association
World Boxing Association (WBA) är en internationell boxningsorganisation som sanktionerar officiella matcher och utser världsmästare på en professionell nivå. Organisationen, som är den äldsta av alla världsomspännande boxningsorgan, grundades i USA 1921 som National Boxing Association men ändrade 23 augusti 1962 sitt namn till WBA på grund av boxningens växande popularitet över hela världen och att man nu började få andra nationer som medlemmar.
År 1974 innehades en majoritet av rösterna av latinamerikanska nationer och organisationens högkvarter flyttades därför till Panama. Efter att under 1990-talet och början av 2000-talet ha haft sitt högkvarter i Venezuela, återvände organisationen 2007 till Panama. WBA är en av de fyra stora organisationer som erkänns av International Boxing Hall of Fame (IBHOF) och som sanktionerar boxningsmatcher om VM-titlar; detta tillsammans med International Boxing Federation (IBF), World Boxing Council (WBC) och World Boxing Organization (WBO).

## Organisationens "Superchampions"
WBA erkänner andra titelinnehavare från WBC, WBO och IBF. En skillnad mot de andra organisationerna är att man, om en mästare håller två eller flera titlar i samma viktklass, benämner denne som "Obestridd världsmästare" eller som en så kallad "Superchampion". Detta gäller även om WBA-titeln inte är en av de titlar som innehas av den så kallade "obestridda" världsmästaren.
Om en boxare innehar flera titlar inklusive WBA-titeln befordras denne till "Superchampion" och WBA-titeln blir ledig för konkurrens från andra högt WBA-rankade boxare. Därför visar WBA-tabeller ibland en "WBA Superchampion" (Supermästare) och en "WBA Regular Champion" (Reguljär mästare) för samma viktklass, i stället för bara "WBA Champion" (WBA-mästare). 
En WBA-världsmästare kan också befordras till "Superchampion" utan att vinna en annan organisation titel. Detta genom att WBA befordrar sin mästare till "Superchampion" när denne framgångsrikt har försvarat sin titel fem gånger. Organisationen kan också upphöja en av sina egna mästare till "Superchampion" bara för att de anser denne vara värd det. Chris John, Floyd Mayweather Jr. och Anselmo Moreno är exempel på detta.

## Kontroverser
WBA har omgärdats av rykten med anklagelser om korruption under många år. I en artikel i Sports Illustrated 1981 hävdade en WBA-domare att han av WBA-presidenten kände sig påverkad att stödja vissa boxare. I samma artikel diskuterades också en mängd mutor till tjänstemän inom WBA för att få titelmatcher eller högre rankning. I en intervju 1982 hävdade promotorn Bob Arum att han var tvungen att betala WBA-tjänstemän för att få en bra rankning för sina boxare.
Även om "Superchampion"-beteckningen är för WBA-mästare som samtidigt innehar titlar med WBO, IBF och/eller WBC, har WBA, i vissa fall, ändå utnämnt "Superchampions" som endast innehaft WBA-titeln (se ovan för WBA:s förklaring till detta). Denna speciella praxis har kommit att kritiseras då man anser att det endast är ett sätt för organisationen att få mer pengar på sanktionerande av fler titelmatcher.